# Agrostis gracililaxa
Agrostis gracililaxa — вид трав'янистих рослин з родини тонконогові (Poaceae), ендемік Азорських островів.

## Опис
Багаторічна рослина. Стебло 10–20 см завдовжки. Листові пластини плоскі або складені, довжина 1–10 см, ширина 0.5–4 мм. Суцвіття — відкрита яйцеподібна волоть, 1.5–4.5 см завдовжки. 

## Поширення
Ендемік Макаронезії: Азорські острови (острови Грасіоза, Сан-Мігел, Піку, Терсейра, Фаял, Флореш).